# اندرسن (داکوتای جنوبی)
اندرسن (به انگلیسی: Anderson) یک منطقهٔ مسکونی در ایالات متحده آمریکا است که در شهرستان مینه‌هاها، داکوتای جنوبی واقع شده‌است. اندرسن ۳۷۱ نفر جمعیت دارد و ۴۵۱٫۱۱ متر بالاتر از سطح دریا واقع شده‌است.